# Setabis extensa
Setabis extensa is een vlindersoort uit de familie van de prachtvlinders (Riodinidae), onderfamilie Riodininae.
Setabis extensa werd in 1932 beschreven door Lathy.